# Klaus Kaindl
Klaus Kaindl ist ein österreichischer Sprach- und Übersetzungswissenschaftler. Er ist Universitätsprofessor für Übersetzungswissenschaft am Zentrum für Translationswissenschaft der Universität Wien.

## Wissenschaftlicher Werdegang
Klaus Kaindl studierte an der Universität Wien das Fach Übersetzung, welches er 1988 mit dem Magister der Philosophie abschloss.
Seit 1990 ist Klaus Kaindl am Zentrum für Translationswissenschaft (ehemals Institut für Übersetzer- und Dolmetscherausbildung) an der Universität Wien angestellt.
1993 promovierte er bei Mary Snell-Hornby zum Doktor der Philosophie. 2000 habilitierte er sich mit der Schrift „Übersetzungswissenschaft im interdisziplinären Dialog: Am Beispiel der Comicübersetzung“ zum außerordentlichen Universitätsprofessor für Übersetzungswissenschaft an der Universität Wien.

## Schwerpunkte in Forschung und Lehre
Klaus Kaindl beschäftigt sich vor allem mit vermeintlichen Randthemen der Übersetzungswissenschaft, wie der Comicübersetzung, der Opernübersetzung und der Übersetzung von Popularmusik. Außerdem zählen die Übersetzungstheorie, die literarische Übersetzung, die Übersetzungskritik und der Übersetzungsvergleich sowie die Analyse von fiktionalen Übersetzergestalten zu seinen Forschungs- und Lehrschwerpunkten.

## Gastprofessuren
- Juli 1994: CERA (Chair for Translation, Communication and Cultures) KU Löwen/Belgien
- Oktober 2001 – März 2003: Institut für Translationswissenschaft, Universität Innsbruck
- März – Juni 2006: Institut für Theoretische und Angewandte Translationswissenschaft, Universität Graz

## Publikationen (Auswahl)
- Translation Studies - An interdiscipline, Amsterdam: John Benjamins 1994; (mit Mary Snell-Hornby und Franz Pöchhacker)
- Die Oper als Textgestalt: Perspektiven einer interdisziplinären Übersetzungswissenschaft, Tübingen: Stauffenburg 1995 (= Studien zur Translation Bd. 2)
- Translation as Intercultural Communication, Amsterdam: John Benjamins 1997; (mit Mary Snell-Hornby und Zuzana Jettmarovà)
- Translationswissenschaft. Festschrift für Mary Snell-Hornby zum 60. Geburtstag, Tübingen: Stauffenburg 2000; (mit Mira Kadric und Franz Pöchhacker)
- Übersetzungswissenschaft im interdisziplinären Dialog: Am Beispiel der Comicübersetzung, Tübingen: Stauffenburg 2004
- Translatorische Methodik, Wien: Facultas 2005, 5. überarbeitete Auflage 2012; (mit Mira Kadric und Michèle Kaiser-Cooke)
- Machtlos, selbstlos, meinungslos? Interdisziplinäre Analysen von ÜbersetzerInnen und DolmetscherInnen in belletristischen Werken, Wien: LIT 2010; (mit Ingrid Kurz)
- Transfiction. Research into the Realities of Translation Fiction, Amsterdam: John Benjamins 2014 (mit Karlheinz Spitzl)
- Berufsziel Übersetzen und Dolmetschen: Grundlagen, Ausbildung, Arbeitsfelder. Tübingen: Francke (UTB 4454) 2016 (mit Mira Kadric)
- Queering Translation - Translating the Queer: Theory, Practice, Activism. London/New York: Routledge 2018 (mit Brian J. Baer)
- Translatorische Methodik. Vollständig überarbeitete und erweiterte 6. Auflage. Wien: Facultas 2019 (mit Mira Kadric und Karin Reithofer)
- Literary Translator Studies, Amsterdam: John Benjamins 2021; (mit Waltraud Kolb und Daniela Schlager)
- Handbuch Audiovisuelle Translation. Arbeitsmittel für Wissenschaft, Studium, Praxis. Berlin: Frank & Timme 2024; (mit Alexander Künzli)
- Translation als Gestaltung. Beiträge für Klaus Kaindl zur translatorischen Theorie und Praxis. Tübingen: Narr Francke Attempto Verlag 2024; (mit Mira Kadric, Waltraud Kolb, Sonja Pöllabauer)